# Gephyromantis horridus
Gephyromantis horridus – gatunek endemicznego płaza bezogonowego z rodziny mantellowatych (Mantellidae).

## Występowanie
Zwierzę to należy do gatunków endemicznych, czyli spotykanych tylko w jednym miejscu na świecie. Jego ojczyzną jest północny Madagaskar, a obserwuje się je w Montagne d’Ambre, Tsaratanana i na wyspie Nosy Be.
Preferuje wysokość od 300 do 1400 metrów nad poziomem morza. Jego habitat stanowią lasy deszczowe zarówno nizinne, jak i górskie. Nie zapuszcza się w rejony zdegradowane działalnością człowieka.

## Rozmnażanie
Podejrzewa się, że gatunek rozmnaża się w sposób bezpośredni, jak liczni inni przedstawiciele jego rodzaju. Informacja ta wymaga jednak potwierdzenia.

## Status
W Czerwonej księdze gatunków zagrożonych IUCN płaz ten od 2016 roku klasyfikowany jest jako gatunek narażony (VU, ang. Vulnerable); wcześniej, od 2004 roku uznawano go za gatunek zagrożony (EN, ang. Endangered).
Gatunek uznaje się za bardzo rzadki i odnotowano niewiele jego stwierdzeń. Liczebność jego populacji nie jest znana, ale przypuszcza się, że wciąż maleje.
Płaza tego spotyka się w Parku Narodowym Montagne d’Ambre, a także w rezerwacie Tsaratanana.